# Apollo (Synth.nl)
Apollo is het vijfde studioalbum van Synth.nl en het vierde dat puur onder die naam verscheen. Apollo is geïnspireerd op het Apolloprogramma met de maanreizen van de jaren '70 en het feit dat Michel van Ossenbruggen geboren is in het jaar 1969, toen de eerste maanlanding plaatsvond. Het album laat melodieuze elektronische muziek horen, zoals ook zijn eerder albums aangaven. Het motto van het album: "We went to the moon, but we discovered Earth". De stijl op dit album is vergelijkbaar met die van Jean-Michel Jarre.

## Musici
- Michel van Ossenbruggen

## Muziek
| Nr. | Titel      | Duur |
| --- | ---------- | ---- |
| 1.  | Launchpad  | 6:46 |
| 2.  | Apollo 7   | 4:23 |
| 3.  | Staging    | 5:23 |
| 4.  | Apollo 8   | 6:56 |
| 5.  | Orbit      | 8:23 |
| 6.  | Apollo 9   | 6:16 |
| 7.  | Docking    | 6:56 |
| 8.  | Apollo 11  | 5:46 |
| 9.  | Earthrise  | 5:46 |
| 10. | Apollo 13  | 5:19 |
| 11. | Reentry    | 5:00 |
| 12. | Splashdown | 4:57 |